# Bahn TV
Bahn TV var en tysk tv-kanal, der ejedes af de tyske forbundsbaner Deutsche Bahn (DB) og produceredes af Atkon AG i Berlin. Tv-kanalen var i drift fra begyndelsen af 2001 til midten af 2008 og havde licens som "egenreklamekanal med information om ydelser og produkter fra Deutsche Bahn". Efterfølgende fortsatte kanalen som ren internet-kanal. Fra februar 2010 til indstillingen 31. december 2010 gik kanalen under navnet DB Bewegtbild.

## Historie
Bahn TV gik i luften i januar 2001 som en kanal for medarbejdere i DB-koncernen. Den var i starten kodet og kunne derfor kun ses i DB's kontorer, pauserum og kantiner. For at gøre det muligt for medarbejderne også at se kanalen hjemme, flyttede Bahn TV i begyndelsen af 2003 til satellitten Astra på 19,2° øst. Fra maj 2005 blev kanalen udbygget til specialkanal (tysk Spartenkanal) og fra september 2006 som kundekanal for DB-koncernen og som specialkanal for mobilitet, logistik og rejser. Sideløbende fandt kanalen også vej til diverse tyske digitale kabel-tv-net, ligesom man fra 1. marts 2006 kunne se kanalen som livestream på kanalens hjemmeside.
Bahn TV blev produceret af firmaet Atkon AG i Berlin med redaktion på Leipziger Platz og studio på Potsdamer Platz. Blandt kanalens værter hørte Bettina Melzer, Jan Möller, Christine Mühlenhof, Roger Puls, Fabian Dittmann, Monika Jones og Manuela Tischler.
1. juli 2008 blev udsendelsen over satellit og kabel-tv-net indstillet. Herefter var kanalen udelukkende tilgængelig på dens hjemmeside herunder som IPTV og videopodcast for mobiltelefoner. Det var dels muligt at se enkelte programmer fra arkivet og dels fem forskellige løbende webcasts: Aktuell, Mobilität und Logistik, Fernweh, Nostalgie og In Fahrt. Pr. 31. december 2010 er hjemmesiden blevet lukket og henviser nu til DB-koncernens hjemmeside.

## Programmer
Bahn TV fokuserede på ting med relation til DB, jernbaner, logistik og rejser og ting af interesse for medarbejderne. Blandt programmerne, hvis længde varierede fra 5-12 til 30-45 minutter, kan nævnes:
- Bahn TV in Fahrt – Hovedsageligt tyske jernbanestrækninger set fra førerrummet på et tog.
- Bahn TV Nachrichten – Nyheder fra DB-koncernen og om transport og logistik i øvrigt i både Tyskland og resten af verdenen.
- Bahn TV Reise – Rejsemagasin om (jernbane)rejser i Tyskland, Europa og resten af verden og om seværdigheder de enkelte steder.
- Bahnen der Welt – Jernbanestrækninger jorden rundt. Her præsenteredes både tog og udrustning, strækninger, medarbejdere og rejsende, seværdigheder, landskaber og historien.
- Das Lexikon der Mobilität – Jernbanen fra A til Z. Forklaringer om forskellige emner indenfor DB's verden.
- DB mobil tv – Bahn TV's ugentligt magasin og desuden tv-udgaven af DB-kundemagasinet mobil.
- Die Reportage – Reportager fra fra forskellige dele af DB-koncernen.
- fit4life – Sundheds- og fitnessmagasin med temaer om sundhed, fitness, ernæring og wellness.
- Heureka! Ideen für die Bahn – Bag kulisserne
- Meine Welt, die Bahn! – Seernes programmer
- Spielzug – Magasin om fodboldklubben Hertha BSC Berlin som DB er sponsor for. Magasinet gav indblik i aktuelle begivenheder, portrætterede de involverede og leverede baggrundshistorier.
- Talk täglich – Interviews og diskussioner mellem medarbejdere, samarbejdspartnere og personligheder indenfor økonomi, videnskab og kultur om aktuelle spørgsmål.
- Tempo 300 – Begegnungen auf Zeit – Talkshow
- Wochenrückblick – Ugen der gik
- Zeitgeschichte – Gamle programmer med i mellemtiden nostalgiske jernbaneemner.

Programmerne kunne dels se som en del af kanalens døgnprogram og dels i arkivet på hjemmesiden.